# Musical forms

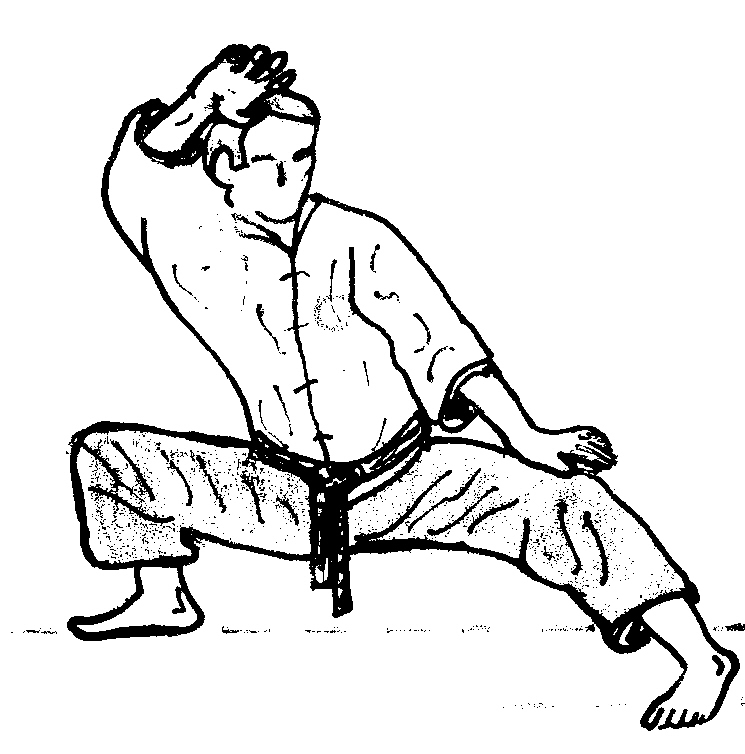
Forme à mains nues

Musical forms est une pratique des années 1980, issue des États-Unis et axée sur la présentation de techniques martiales modernes en musique (appelé en France « kata artistique »). Elle consiste à exécuter des techniques d'arts martiaux et sports de combat dans le vide, dans un ordre chorégraphié (avec ou sans armes).
Cette forme de pratique qui a pour racines l’entraînement de boxe en musique du milieu du XXe siècle, a pris pour modèle les principes d’entraînement inspirés du « new age californien » et des activités de mise en forme de type « fitness ».
De nombreuses fédérations mondiales de boxes pieds-poings ont repris à leur compte cette pratique « hybride », notamment la WKA, l’ISKA et la WAKO.